# پیککوهووپالاهتی
پیکْکوهُووپالاهْتی (به فنلاندی: Pikku Huopalahti) یک منطقهٔ مسکونی در فنلاند است که در هلسینکی واقع شده‌است. پیککوهووپالاهتی ۲٫۱۲ کیلومتر مربع مساحت و ۹٬۰۰۰ نفر جمعیت دارد.